# Международное общество Йозефа Шумпетера
Международное общество Йозефа Шумпетера (англ. International Joseph Alois Schumpeter Society, ISS) — международное экономическое общество; названо в честь великого австрийского экономиста Й. Шумпетера. Общество основано в 1986 г.
Раз в два года общество проводит международные конференции. Предыдущие конференции состоялись: 1986 — Аугсбург; 1988 — Сиена; 1990 — Эрли, шт. Виргиния; 1992 — Киото; 1994 — Мюнстер; 1996 — Стокгольм; 1998 — Вена; 2000 — Манчестер; 2002 — Гэйнсвилл, шт. Флорида; 2004 — Милан; 2006 — София Антиполис (Франция).
С 1988 г. общество присуждает Премию Шумпетера.
Президентами общества являлись: А. Хертье (Нидерланды, 1986—1988); Ф. М. Шерер (США, 1988—1990); Ю. Шинойа (Япония, 1990—1992); Э. Хельмстедтер (Германия, 1992—1994); Г. Элиассон (Швеция, 1994—1996); Д. Мюллер (Австрия, 1996—1998); С. Меткалф (Великобритания, 1998—2000); Р. Ланцилотти (США, 2000—2002); Ф. Малерба (Италия, 2002—2004); Ж.-Л. Жаффар (Франция, 2004—2006).
Почётные президенты общества: В. Столпер (1986—2002); Р. Нельсон (с 2004).

## Члены
(В скобках указан год принятия).
- Сикора, Вениамин Дмитриевич (1997)